# Комаров, Владимир Дмитриевич (футболист)
Влади́мир Дми́триевич Комаро́в (30 января 1952, Москва, СССР) — советский футболист, защитник.

## Карьера
Воспитанник ФШМ. С 1969 по 1976 год играл за московское «Динамо», в составе которого в 1972 году дебютировал в Высшей лиге СССР, где выходил на поле до 1975 года, проведя за это время 42 матча, забив 1 гол и дважды став бронзовым призёром чемпионата. Помимо этого, с 1973 по 1974 год принимал участие в поединках Кубка СССР, где сыграл 7 встреч и стал полуфиналистом розыгрыша 1973 года. Кроме того, в 1971 году провёл 30 матчей в турнире дублёров Класса «А», 18 сентября 1974 года сыграл 1 встречу в Кубке УЕФА, и ещё принял участие в 14 неофициальных товарищеских поединках, в которых забил 1 мяч.
С 1977 по 1978 защищал цвета московского «Локомотива», сыграл 9 встреч в 1977 году. Завершал сезон 1978 года в составе «Локомотива» калужского. С 1979 по 1983 год выступал за «Кубань», провёл 128 матчей и забил 1 гол в чемпионатах и первенстве, и ещё сыграл 14 встреч в Кубке СССР. В составе «жёлто-зелёных» стал вторым призёром Первой лиги в 1979 году. Кроме того, в 1980 и 1981 годах сыграл 10 матчей в турнире дублёров Высшей лиги.

## Достижения
- 3-е место в чемпионате СССР: 1973, 1975
- Полуфиналист Кубка СССР: 1973
- 2-е место в Первой лиге СССР (выход в Высшую лигу): 1979